# Sonora mutabilis
Sonora mutabilis là một loài rắn trong họ Rắn nước. Loài này được Stickel mô tả khoa học đầu tiên năm 1943.